# Maroox
Maroox (* 24. Februar 2006 in Brilon; bürgerlich: Marlon Ohms) ist ein deutscher DJ und Musikproduzent. Er hat mit 14 Jahren seine Karriere begonnen und sich der elektronischen Musik gewidmet. Mit über 30 Millionen Spotify-Streams veröffentlichte er Releases, zudem einen offiziellen Remix auf namhaften Labels wie Spinnin’ Records, selected. oder Kontor Records. Als DJ legte er bereits öfter im Bootshaus oder auch auf dem Parookaville als Talent für CUPRA & Spinnin’ Records auf.

## Werdegang
Ohms begann 2020 mit 14 Jahren das Auflegen. In der Zeit der COVID-19-Pandemie wurde alles digital über Livestreaming abgespielt. Dabei hatte er tausende Zuschauer – ob in Tschechien, Braunschweig, Bad Schandau, der Kroatien Partyszene Zrce oder auch in seiner Heimat Brilon. Im Sommer 2021, als wieder einige Clubs öffnen durften, bekam Ohms Kontakt zu Peter Daletzki, Clubbesitzer und Leadership-Coach. Mit 15 Jahren legte Maroox das erste Mal im Club Cafe Europa Bielefeld auf und es folgten zahlreiche lokale Clubs und Festivals für ihn.
Mit 16 Jahren (2022) begann für Maroox eine Zusammenarbeit mit dem deutschen DJ und Musikproduzenten Tujamo und dem Musikproduzenten Cornelius Kuron. 2022 kamen die ersten vier Releases online, eine Collaboration mit twoloud auf dem Kontor Records / Playbox Music Label, eine Collaboration mit TCTS auf dem Label selected. und zwei Releases auf dem HEXAGON Label von Don Diablo, wo Maroox ebenfalls eine Collaboration mit dem Künstler NO SIGNE veröffentlichte. Die Musik wurde von Spotify in Playlisten wie Dance Brandneu, Fit Beats oder You Can Do It supported. Für Presse- und Öffentlichkeitsarbeit hat Maroox viele Fernseh- & Radioshows in seinen Referenzen. Bei KiKA von ARD & ZDF, war Maroox offizieller DJ einer Talentshow mit Dreh in Erfurt, zahlreiche Zeitungsartikel für die Westfalenpost und Aufnahmen für das Radio Sauerland oder bigFM Radio wurden veröffentlicht. Ein Bericht über seine Karriere ist ebenfalls bei dem WDR zu sehen.
Als DJ spielte Maroox mit 16 Jahren das erste Mal im Bootshaus Support für Künstler wie Tujamo oder Brooks. Auf dem Parookaville 2024 wurde er als Talent von CUPRA & Spinnin’ Records ausgewählt und spielte in der Wacky Shack Stage.

## Diskografie
- 2022: I Hear (mit twoloud) [Kontor Records / Playbox Music]
- 2022: Go (mit TCTS) [selected.]
- ⁠2022: Easy [[[Generation HEX]] / HEXAGON]
- 2022: Another Level (mit NO SIGNE) [Generation HEX / HEXAGON]
- 2023: Drop That Low (When I Dip) [feat. Kid Ink] [Maroox Remix] (mit Tujamo) [Spinnin’ Records]
- Too Close (mit HOSANNA) [Generation HEX / HEXAGON]
- 2025: On My Own [[[Chapter Eight|CHAPTER EIGHT]]]